# Міхальча
Міхальча (пол. Michalcza) — село в Польщі, у гміні Клецько Гнезненського повіту Великопольського воєводства.
Населення — 238 осіб (2011).
У 1975-1998 роках село належало до Познанського воєводства.

## Демографія
Демографічна структура станом на 31 березня 2011 року:
|          | Загалом | Допрацездатний вік | Працездатний вік | Постпрацездатний вік |
| -------- | ------- | ------------------ | ---------------- | -------------------- |
| Чоловіки | 121     | 25                 | 84               | 12                   |
| Жінки    | 117     | 26                 | 70               | 21                   |
| Разом    | 238     | 51                 | 154              | 33                   |